# Imperial (Pennsylvanie)
Pour les articles homonymes, voir Imperial.
Imperial est une census-designated place du comté d'Allegheny, en Pennsylvanie, aux États-Unis.

## Géographie
Imperial se trouve au nord-est des États-Unis, dans l'ouest de l'État de Pennsylvanie, au sein du comté d'Allegheny, dont le siège de comté est Pittsburgh.

## Démographie
Au recensement de 2010, sa population était de 2 541 habitants.